# Nokia 6600
Nokia 6600 je mobilní telefon vyráběný společností Nokia.
Má 2,1palcový aktivní TFT displej o rozlišení 176x208 při 65536 barvách, vestavěný VGA fotoaparát a videorekordér.
Jeho operační systém je Symbian 7.0s S60 2nd Edition.
CPU ARM920 běží na frekvenci 104 MHz. Baterie má kapacitu 850 mAh.

## Funkce
- 5směrový navigační joystick
- HSCSD a GPRS, pro přístup k internetu / WAP
- Integrovaná kamera s VGA rozlišením (640x480)
- Videorekordér s časově omezenou délkou nahrávání (bez omezení u aplikací třetích stran)
- Streaming video a audio
- Bezdrátové připojení Bluetooth a IrDA
- 6 MB vnitřní paměti, 16 MB RAM
- Slot pro paměťovou kartu MMC
- Podpora Java MIDP 2.0 a Symbian (Series 60) aplikací
- Synchronizace dat s PC pomocí PC Suite a iSync
- Třípásmový provoz v sítích GSM E900/1800/1900

## Další vlastnosti
Model byl uveden na trh ve dvou barevných schématech: černé a černo-bílé variantě.
Dodatečné barvy (modrá, bílá a růžová) byly vyrobeny pro propagační účely.
V roce 2007 Nokia ukončila výrobu modelu 6600.
V Indii tento mobilní telefon dominuje trhu s chytrými telefony již dlouhou dobu.[zdroj?]